# Joseph Nogué
Pour les articles homonymes, voir Nogué.
Joseph Nogué est un homme politique français né le 28 juillet 1801 à Cadix (Espagne) et mort le 5 juillet 1871 à Pau (Pyrénées-Atlantiques).

## Biographie
Né à Cadix de parents négociants, il grandit à Pau où il devient avoué. Conseiller municipal puis maire de Pau, conseiller général, il est député des Basses-Pyrénées de 1848 à 1849, siégeant avec les républicains modérés.
Il est inhumé au cimetière urbain de Pau.